# Донецьке обласне клінічне територіальне медичне об'єднання
Донецьке обласне клінічне територіальне медичне об'єднання, або ДОКТМО — медичне територіальне об'єднання в місті Донецьку (Калінінський район міста), утворене 1997 року на базі трьох установ для забезпечення трьох етапів надання допомоги — діагностики, лікування і реабілітації.
Генеральний директор ДОКТМО — Бахтеєва Тетяна Дмитрівна, нині також народний депутат України, голова Комітету ВРУ з питань охорони здоров'я.

## Структура ДОКТМО
Три базові підрозділи:
- Донецька обласна клінічна лікарня імені М. І. Калініна.
- Донецький обласний діагностичний центр.
- Донецький обласний лікувально-оздоровчий центр.

На базі відділень ДОКТМО діють 26 спеціалізованих центрів. Починаючи від 2003 року в них впроваджені 248 нових методів діагностики і лікування, на які зареєстровані 4 патенти і 4 авторських свідоцтва. На основі узагальненого досвіду опубліковано 93 друковані роботи.

## Діяльність
ДОКТМО надає амбулаторно-поліклінічну допомогу населенню Донецької області за 40 спеціальностями, стаціонарну допомогу — за 20 профілями на 1 083 ліжках. Діагностична база дозволяє ДОКТМО виконувати понад 700 діагностичних методик.
Загальна чисельність фахівців ДОКТМО сягає 1 050 медпрацівників і 607 лікарів. Серед них 6 Заслужених лікарів України, 1 Заслужений працівник охорони здоров'я України, 52 кандидати та 5 докторів медичних наук. 29 працівників ДОКТМО також є головними позаштатними співробітниками обласного управління охорони здоров'я.